# Oradour-Saint-Genest

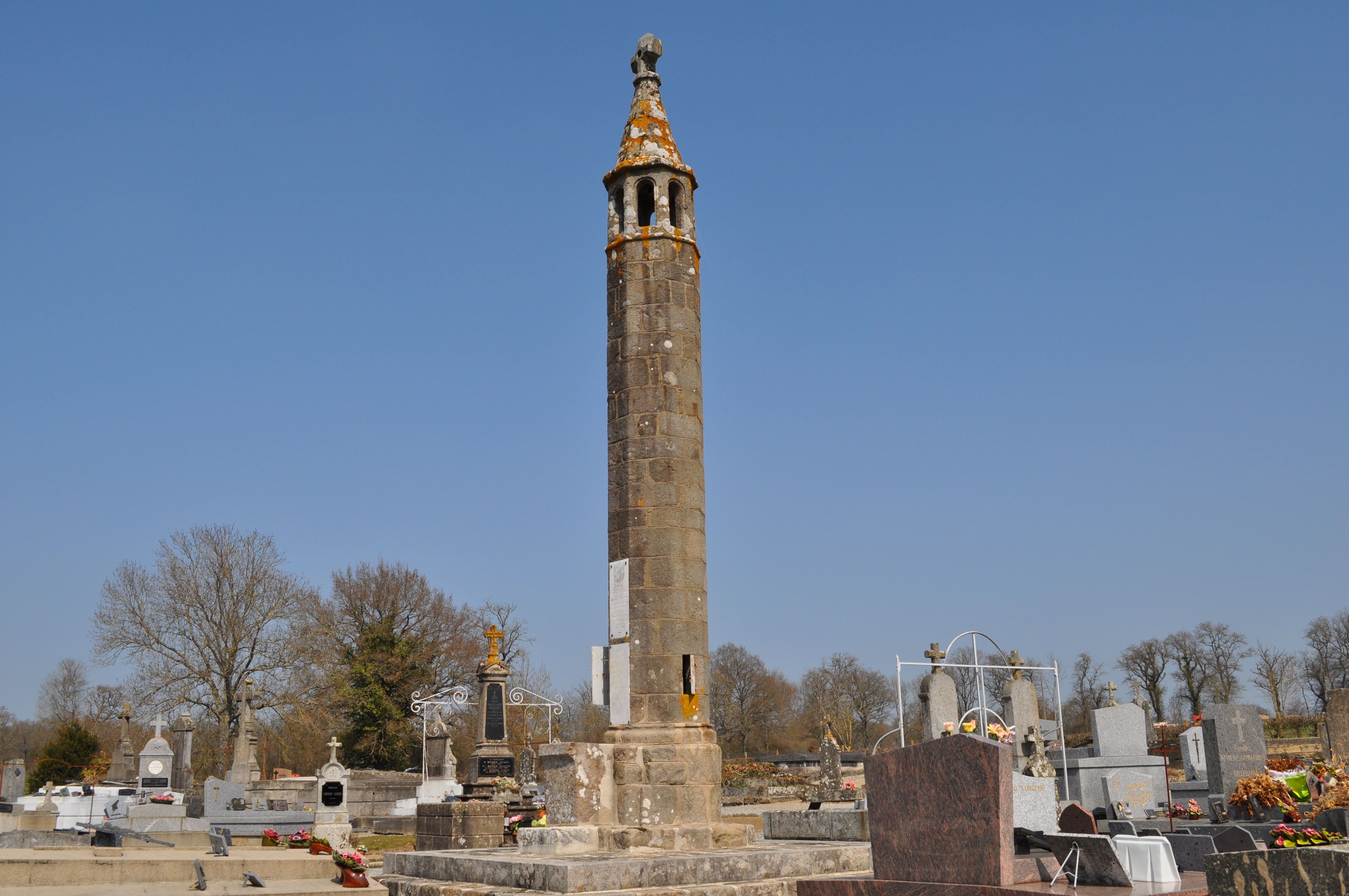

Oradour-Saint-Genest is een gemeente in het Franse departement Haute-Vienne (regio Nouvelle-Aquitaine) en telt 392 inwoners (1999). De plaats maakt deel uit van het arrondissement Bellac.

## Geografie
De oppervlakte van Oradour-Saint-Genest bedraagt 38,8 km², de bevolkingsdichtheid is 10,1 inwoners per km².
De onderstaande kaart toont de ligging van Oradour-Saint-Genest met de belangrijkste infrastructuur en aangrenzende gemeenten.

## Demografie
Onderstaande figuur toont het verloop van het inwonertal (bron: INSEE-tellingen).